# Shoreham (Nowy Jork)
Shoreham – wieś w Stanach Zjednoczonych, w stanie Nowy Jork, w hrabstwie Suffolk.